# Georges Laëthier
Georges Laëthier, né en 1875 à Besançon et mort en 1955 dans la même ville, est un sculpteur français. Il est resté très attaché à sa ville et sa région.

## Biographie
Georges Laëthier est né à Besançon le 25 avril 1875. Il est l’avant dernier d’une famille bourgeoise de sept enfants, dont le père avoué meurt en 1900. C’est tout d’abord auprès de son frère Edmond (1859-1881), peintre, qu’il s’initie, tant au dessin qu’à la peinture. Il remporte dès l'âge de 17 ans le premier prix de dessin au lycée Victor-Hugo où il est élève, bien que sa passion soit déjà la sculpture. Encouragé par sa mère, Laëthier poursuit ses études à l’École des Beaux-Arts de Besançon. Son professeur est le statuaire Just Becquet (1828-1907) dont il fera plus tard le buste. Élève de Gabriel-Jules Thomas à l’École des Beaux-Arts de Paris, il figure au Salon des artistes français où il obtient une mention honorable en 1901 pour son Vieillard s’abreuvant à une source, sujet qui lui vaut de nouveau une médaille de troisième classe en 1903.
La sculpture de Georges Laëthier s’illustre dans de nombreux bustes, statues et statuettes d’inspiration variée. Toutefois, les thèmes de la femme gracieuse et athlétique et du vieillard sont ses favoris. Artiste très attaché à sa région, la Franche-Comté, il honore ses hommes célèbres en les représentant, tels Louis Pasteur, Victor Hugo, Gustave Courbet, Pierre Joseph Proudhon, Louis Élisée Cusenier, Hilaire de Chardonnet… Après la Première Guerre mondiale, il participe au devoir de mémoire des poilus morts au champ d'honneur. En collaboration, le plus souvent avec l'architecte Maurice Boutterin, et d’autres sculpteurs régionaux comme Paul Gasq et Albert Pasche, Laëthier réalise les statues de plusieurs monuments aux morts dans le Doubs et le Jura,.
Il avait son atelier au 8 rue Grosjean, dans le quartier des Chaprais. La maison de l’architecte André Boucton a été construite à son emplacement. Geoges Laëthier était une figure locale à Besançon où il se distinguait par son art, mais aussi par sa répartie. Son fils a rapporté cette anecdote: «Mon père se trouvait près d’un général lors de l’inauguration du monument [aux morts de Besançon], lorsque le militaire fit cette remarque... «Mais vous m’avez fait un déserteur, il porte l’arme à gauche et aussitôt Laëthier de lui répondre : «mon Général, un soldat en campagne avec son barda porte le fusil tantôt à gauche, tantôt à droite …».
Professeur à L'École des Beaux-Arts de Besançon (sculpture) de 1903 à 1943, il se consacre presque exclusivement à l’aquarelle à la fin de sa vie. Mort le 24 novembre 1955 à Besançon, il est enterré au cimetière des Chaprais avec son frère Edmond mort en 1889, à 31 ans.

## Œuvres
- Buste en bronze de Gustave Courbet, 1939, à Ornans[9] ;
- Monument à Pierre-Joseph Proudhon[10], 1910, fondu sous le régime de Vichy, dans le cadre de la mobilisation des métaux non ferreux ;
- Six bas-reliefs à l'entrée de l’École nationale d’Horlogerie[11], 1927, en collaboration avec André Vermare ;
- Buste en marbre du sculpteur Just Becquet[12], 1908 ;
- Buste de Claudius Gondy[13] au cimetière des Chaprais, années 1900 ;
- Source, sculpture en pierre, 1904, dans la cour du 7 rue Grosjean à Besançon ;
- L’homme à la source  (vieillard s'abreuvant à une source)[8], 1903 ;
- Bas-reliefs du monument à Hilaire de Chardonnet (Besançon)[14], 1936 ;
- Statue du poilu partant à la guerre du monuments aux morts de Besançon[15], 1924 ;
- Statues de poilus des monuments aux morts de Ornans[16], Frasne[17], La Cluse-et-Mijoux[18], Pontarlier[19], Doubs[20], l'Isle-sur-le Doubs[21], Pagney[22], années 1920 ;
- Réfection de l'enfant sur le monument aux morts de Jougne, fin des années 1920 ;
- Buste d'Élisée Cusenier, 1934 ;
- Statuette de Saint-Antoine et son cochon, à l'angle des rues Pasteur et Émile Zola à Besançon.

## Galerie

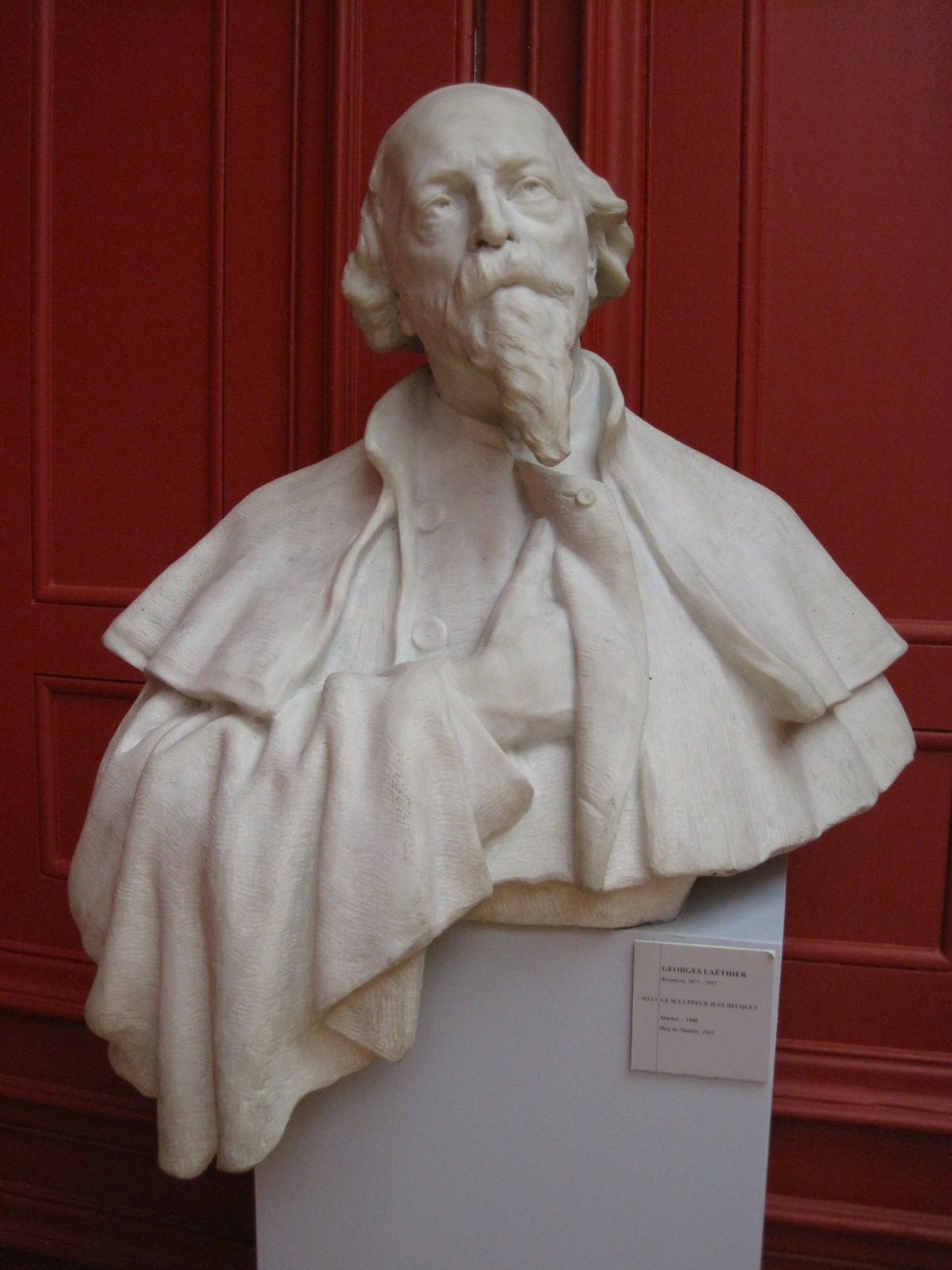
Buste de Just Becquet
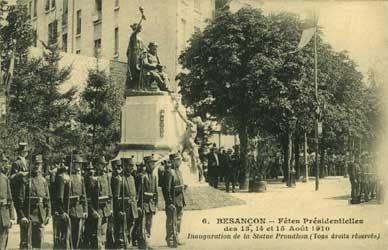
Monument à Pierre-Joseph Proudhon
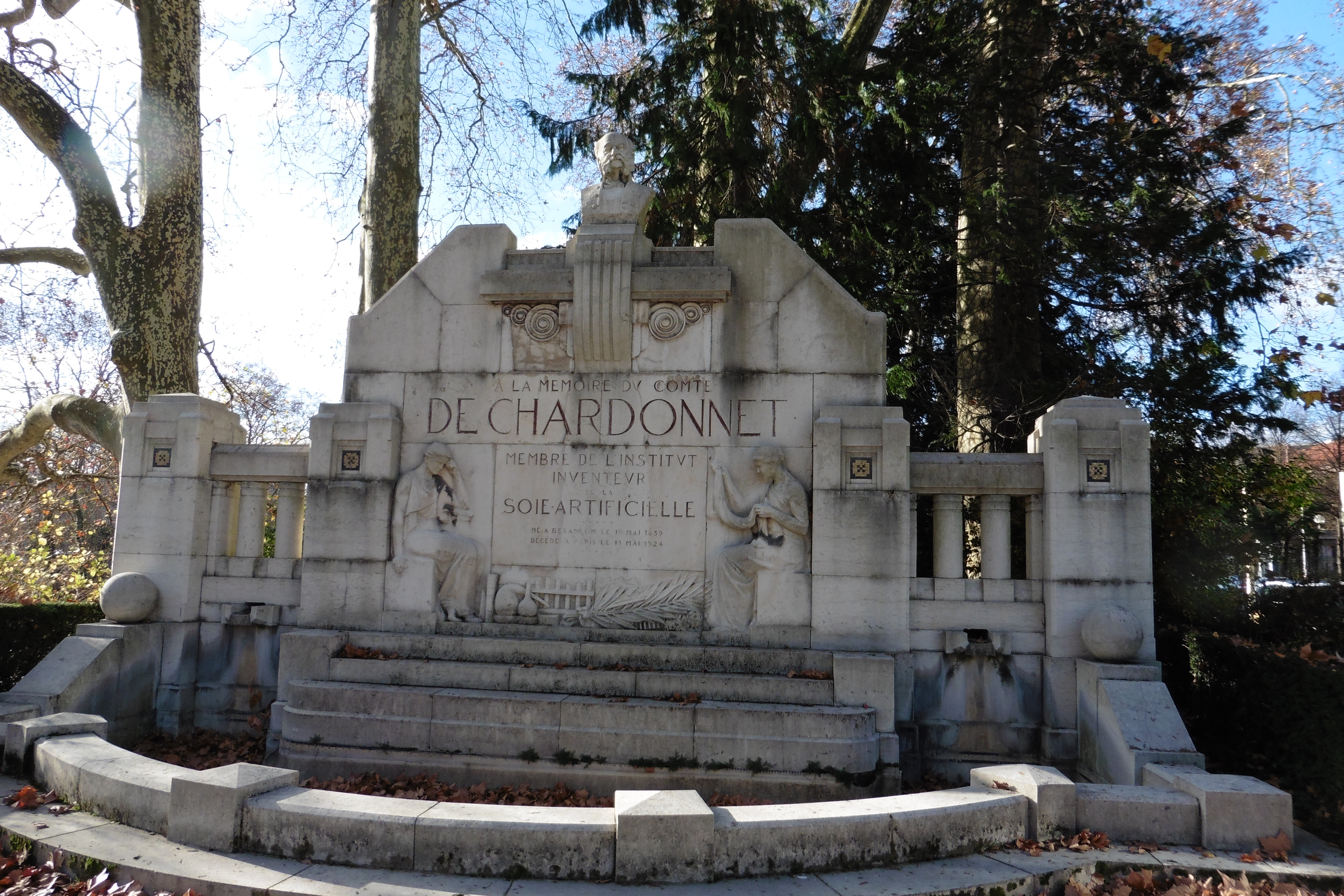
Monument à Hilaire de Chardonnet